# Suédage

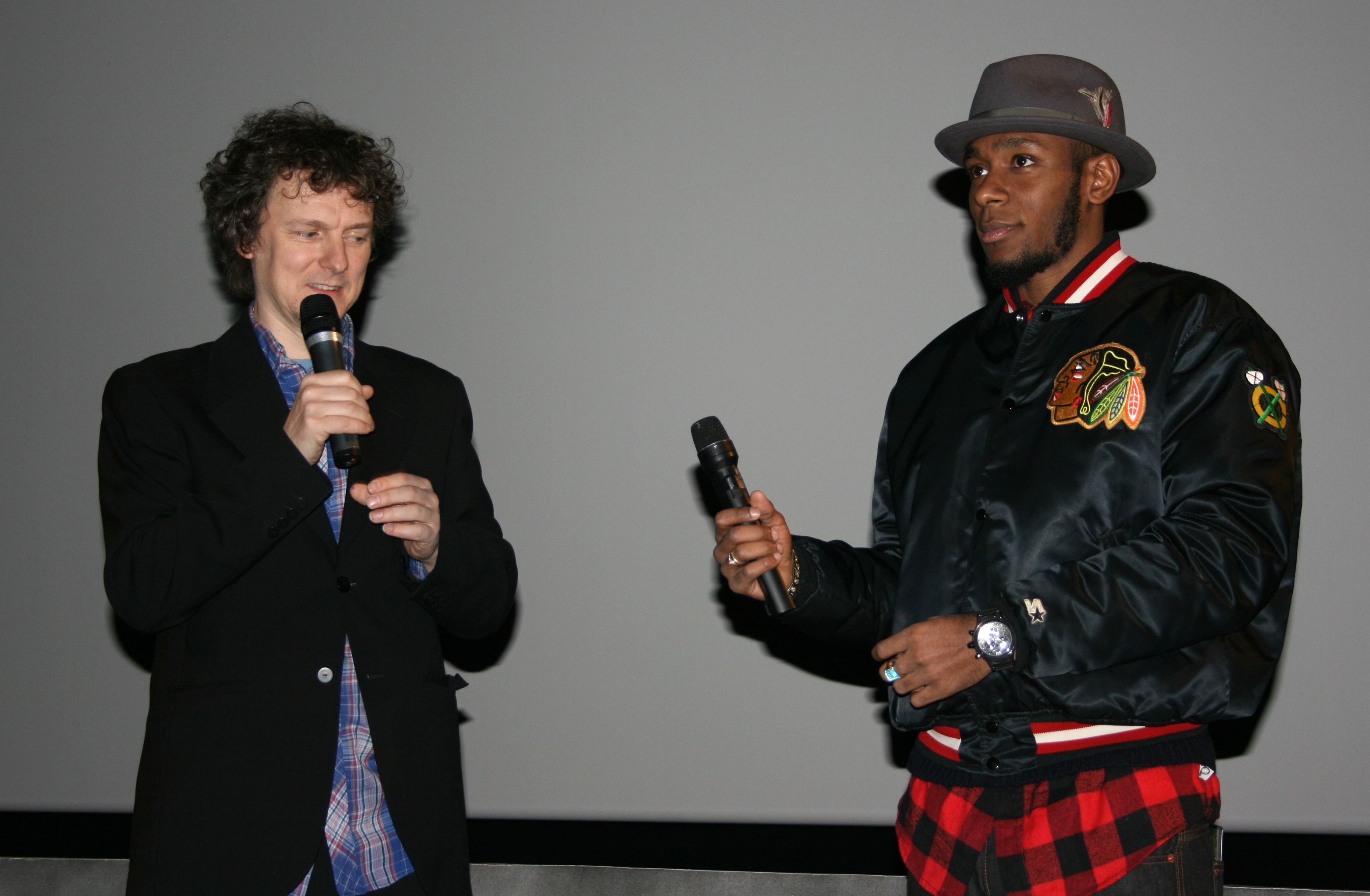
Michel Gondry et Mos Def à une avant-première de Soyez sympas, rembobinez, le film qui a lancé le suédage.

Le suédage est le remake d'un film réalisé dans des conditions artisanales voire rudimentaires, avec des acteurs  qui en rejouent les scènes plus ou moins fidèlement, parfois seulement de mémoire.
Confinant au pastiche, cette activité a été nommée d'après le film Soyez sympas, rembobinez, de Michel Gondry, sorti en 2008. Ce film met en scène deux hommes qui, après avoir accidentellement effacé les cassettes du vidéo-club qui emploie l'un d'eux, choisissent de réaliser artisanalement des remakes des films pour les remplacer. Face au succès de leurs remake, les deux hommes prétendent aux clients impatients que les films proviennent de Suède, ce qui explique le délai d'approvisionnement des cassettes et leur prix élevé.
Depuis ce film, de nombreux passionnés de cinéma se sont lancés dans ce genre de remake, appelé désormais suédage, et diffusent ceux-ci sur internet. Il existe également des concours de suédage un peu partout dans le monde.